# Ambrosini SAI.10

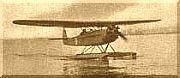
Thủy phi cơ SAI.10 Gabbiano.

Ambrosini SAI.10 Grifone ("Griffon") là một máy bay huấn luyện quân sự của Italy, sản xuất với số lượng nhỏ cho Regia Aeronautica đầu Chiến tranh thế giới II.

## Tính năng kỹ chiến thuật
Đặc điểm tổng quát
- Kíp lái: 2
- Chiều dài: 6.5 m (21 ft 4 in)
- Sải cánh: 10.30 m (33 ft 9 in)
- Chiều cao: 2.1 m (6 ft 11 in)
- Diện tích cánh: 14.3 m2 (154 ft2)
- Trọng lượng rỗng: 400 kg (880 lb)
- Trọng lượng có tải: 625 kg (1,380 lb)
- Powerplant: 1 × Fiat A.50, 63 kW (85 hp)

Hiệu suất bay
- Vận tốc cực đại: 182 km/h (113 mph)
- Tầm bay: 400 km (250 dặm)
- Trần bay: 4,900 m (16,100 ft)